# Агуас-Формозас
Агуас-Формозас (порт. Águas Formosas) — муниципалитет в Бразилии, входит в штат Минас-Жерайс. Составная часть мезорегиона Вали-ду-Мукури. Входит в экономико-статистический микрорегион Нануки. Население составляет 18 435 человек на 2006 год. Занимает площадь 817,727 км². Плотность населения — 22,5 чел./км².
Праздник города — 16 декабря.

## История
Город основан 17 декабря 1938 года.

## Статистика
- Валовой внутренний продукт на 2003 год составляет 47 196 966,00 реалов (данные: Бразильский институт географии и статистики).
- Валовой внутренний продукт на душу населения на 2003 год составляет 2598,38 реала (данные: Бразильский институт географии и статистики).
- Индекс развития человеческого потенциала на 2000 год составляет 0,639 (данные: Программа развития ООН).